# Agonum gracilipes
Agonum gracilipes — вид жужелиц из подсемейства Platyninae.

## Распространение
Обитают по всей Европе за исключением Андорры, Монако, Португалии, Сан-Марино, Испании и Ватикана, а также островов.

## Описание
Жук длиной от 7 до 8,5 мм. Тело бронзовое, низ чёрно-бронзовый, голени и лапки бурые. Третий промежуток надкрылий с четырьмя-пятью, редко шестью порами. Узкий, переднеспинка едва шире своей длины.

## Экология
Живёт большей частью по берегам.